# Omicidio di Ivo Zini

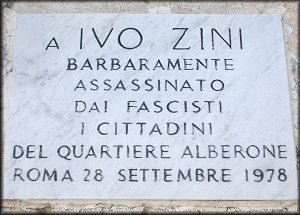
Targa commemorativa a Ivo Zini, all'entrata della sezione Alberone.

L'omicidio di Ivo Zini avvenne a Roma il 28 settembre 1978 durante gli anni di piombo e vide come vittima Ivo Zini, ucciso davanti alla sezione di via Appia Nuova del Partito Comunista Italiano da un commando dei NAR (Nuclei Armati Rivoluzionari) appartenente all'area neofascista romana.

## Storia
Laureato da poco in scienze politiche, la sera del 28 settembre 1978 si era recato, come abitualmente facevano gli abitanti del quartiere, davanti alla storica sezione romana del PCI dell'Alberone in via Appia Nuova 361, per leggere la copia dell'Unità che veniva esposta in bacheca: essendo appassionato di cinema, voleva vedere la programmazione dei film proiettati nei vari cinema della zona. Era insieme a due amici, Vincenzo De Blasio, di 28 anni, e Luciano Ludovisi, di 30; Ivo, di 24 anni, era il più giovane. Mentre leggevano gli articoli, da una Vespa bianca scesero due individui a volto coperto con in pugno un'arma da fuoco ed esplosero quattro colpi sui tre ragazzi. La velocità dell'azione impedì ai tre la fuga, Vincenzo e Ivo rimasero a terra, mentre Luciano rimase illeso.
Immediatamente si vide che Ivo, colpito in pieno petto, era gravemente ferito, mentre per Vincenzo, colpito al polso e alla gamba, le condizioni sembravano meno gravi. Portato con l'ambulanza all'ospedale San Giovanni, Ivo vi morì poco dopo. Verso le 23:00 l'agguato omicida venne rivendicato dai Nuclei Armati Rivoluzionari, che si assunsero la paternità del gesto con una telefonata al giornale Il Messaggero. L'assassinio venne perpetrato dopo quello duplice dei due giovani Fausto e Iaio del CS Leoncavallo a Milano e di Walter Rossi, ucciso l'anno prima. Seguì a essi una grande mobilitazione della società civile contro le violenze neofasciste.

## Processo
L'indiziato principale per questo omicidio, secondo dichiarazioni del pentito Cristiano Fioravanti (terrorista di estrema destra collegato ai nuclei armati rivoluzionari) che scagionavano i due fondatori Valerio Fioravanti e Alessandro Alibrandi, era da individuare tra i fascisti che frequentavano la sezione di via Siena 8, in cui all'epoca confluivano sezioni provenienti da altre zone di Roma: quelle della Montagnola, della Balduina, di via Noto e del rione Prati. Proprio da quest'ultima partì l'inchiesta, che individuò in Mario Corsi, detto Marione, uno degli esecutori materiali dell'omicidio.
Nel 1985 Corsi venne prosciolto per non aver commesso il fatto; la sentenza è stata poi ribaltata in appello il 19 aprile con la condanna a 23 anni di carcere; in base alla sentenza della Corte d'Assise di Appello di Roma venne emesso un mandato di cattura per Corsi, ormai latitante a Londra. Il 9 novembre 1987 viene arrestato a Roma, dagli agenti della Digos, dopo che era rientrato da alcune settimane dalla sua latitanza nel Regno Unito. Il 9 aprile 1987, la Corte di cassazione dispose un nuovo processo per Corsi per l'omicidio Zini, in cui venne assolto, sentenza poi confermata definitivamente nel 1989.